# Joe Alwyn
Joseph Matthew Alwyn, conegut simplement com a Joe Alwyn   (Royal Tunbridge Wells, 21 de febrer de 1991), és un actor anglès. Va fer el seu debut al llargmetratge d'Ang Lee del 2016, Billy Lynn's Long Halftime Walk, i des de llavors ha interpretat papers secundaris en pel·lícules com The Favourite (2018), Boy Erased (2018), Mary Queen of Scots (2018) i Harriet (2019). Ha rebut diversos premis, com un Trofeu Chopard, un Premi de la Crítica Cinematogràfica, un premi Satellite i un Grammy.
Nascut a Tunbridge Wells, Kent, Anglaterra, i criat al nord de Londres, Alwyn va desenvolupar un interès per la interpretació durant la seva adolescència i es va unir al National Youth Theatre el 2009. Va actuar en dues produccions d'estudiants a l'Edinburgh Festival Fringe i es va graduar amb una llicenciatura. Llicenciat en literatura i dramatúrgia anglesa per la Universitat de Bristol (2012). Va rebre una altra llicenciatura en interpretació a la Royal Central School of Speech and Drama (2015). Va guanyar el Trophée Chopard al Festival de Cannes 2018, després de la seva aparició en diverses pel·lícules aclamades per la crítica.
Durant la pandèmia de la COVID-19 el 2020, Alwyn va començar a coescriure cançons amb la cantant i compositora nord-americana Taylor Swift, com ara Exile i Betty del seu vuitè àlbum d'estudi, "Folklore", i Champagne Problems, Coney Island i Evermore en el seu seguent àlbum, "Evermore". Exile es va classificar dins del top 10 de vuit països. Per les seves contribucions al folklore, Alwyn va guanyar l'Àlbum de l'any a la 63a edició dels premis Grammy. El 2022, va aparèixer en un paper principal de la sèrie Hulu Conversations with Friends, va protagonitzar la pel·lícula de thriller romàntic Stars at Noon, que va guanyar el Gran Premi al Festival de Cannes 2022 i va figurar a la llista Time 100 Next.

## Carrera musical
El 2020, dues cançons de l'àlbum Folklore de Taylor Swift es van atribuir a un coescriptor anomenat William Bowery, i es va arribar a especular que podria ser un pseudònim d'Alwyn, en honor al seu avi, el compositor William Alwyn. A la pel·lícula documental de Folklore: the long pond studio sessions, Swift va confirmar que Bowery era l'àlies d'Alwyn.
Aquest va coescriure les cançons Exile i Betty. Joe va rebre una nominació als 63è Premis Grammy a la categoria Àlbum de l'any, per estar involucrat en la composició de Folklore, el qual va resultar guanyador. A més, Alwyn va coproduir les cançons Exile, Betty, My Tears Ricochet, August, This Is Me Trying i Illicit Affairs. Els artistes amb qui ha treballat afirmen que toca molt bé el piano i que escriu lletres enginyoses.
Aquest mateix any, tres cançons més del novè àlbum d'estudi de Taylor Swift, Evermore han estat coescrites per Alwyn: Champagne Problems, Coney Island (amb The National) i Evermore (amb Bon Iver).

## Vida personal
Va mantenir una relació sentimental amb l'artista nord-americana Taylor Swift entre els anys 2016 i 2023. Es van conèixer a la Met Gala el 2 de maig de 2016, segons es narra a la cançó Dress, una cançó del sisè àlbum d'estudi Reputation de la Taylor Swift.